# Quatretonda (kommun)
Quatretonda är en kommun i Spanien.   Den ligger i provinsen Província de València och regionen Valencia, i den östra delen av landet, 300 km sydost om huvudstaden Madrid. Antalet invånare är 2 468. Arean är 44 kvadratkilometer. Quatretonda gränsar till Barx och Simat de la Valldigna. 
Terrängen i Quatretonda är kuperad norrut, men söderut är den platt.